# Sonate K. 131
La sonate K. 131 (F.90/L.300) en si bémol mineur est une œuvre pour clavier du compositeur italien Domenico Scarlatti.

## Présentation
La sonate K. 131, dans une tonalité très inhabituelle de si bémol mineur, est notée Allegro. Le jeu repose sur des déplacements de tierces.

## Manuscrits
Le manuscrit principal est le numéro 34 du volume XV (Ms. 9771) de Venise (1749), copié pour Maria Barbara ; les autres sont Parme II 30 et Lisbonne, ms. FCR/194.1 (no 26).

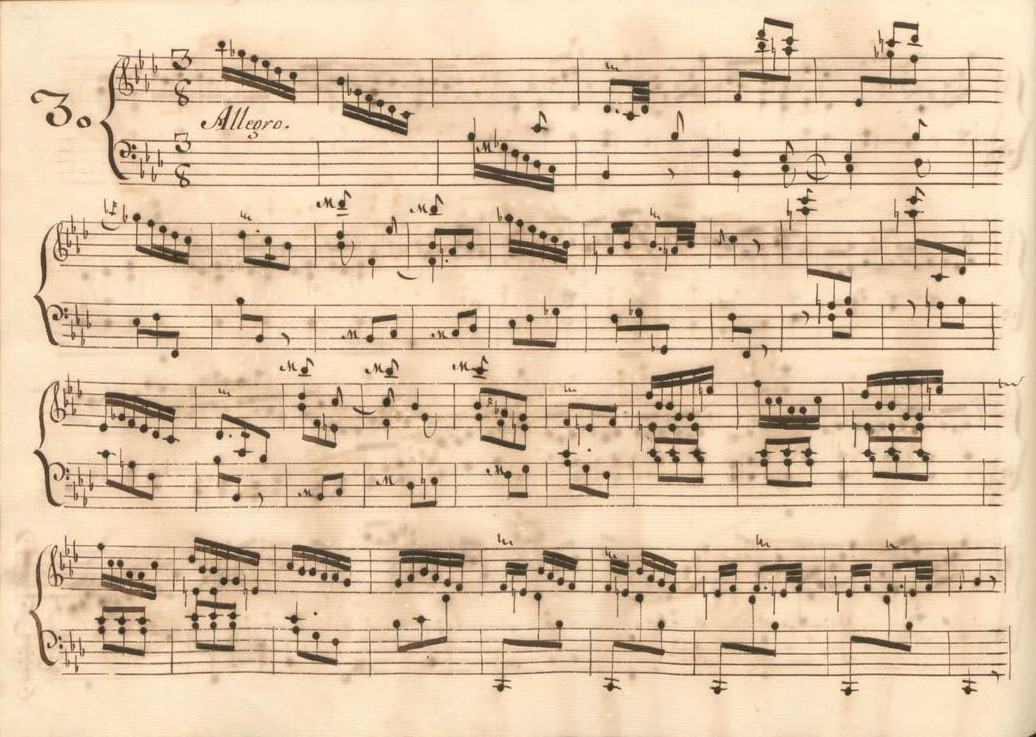
Parme II 30.
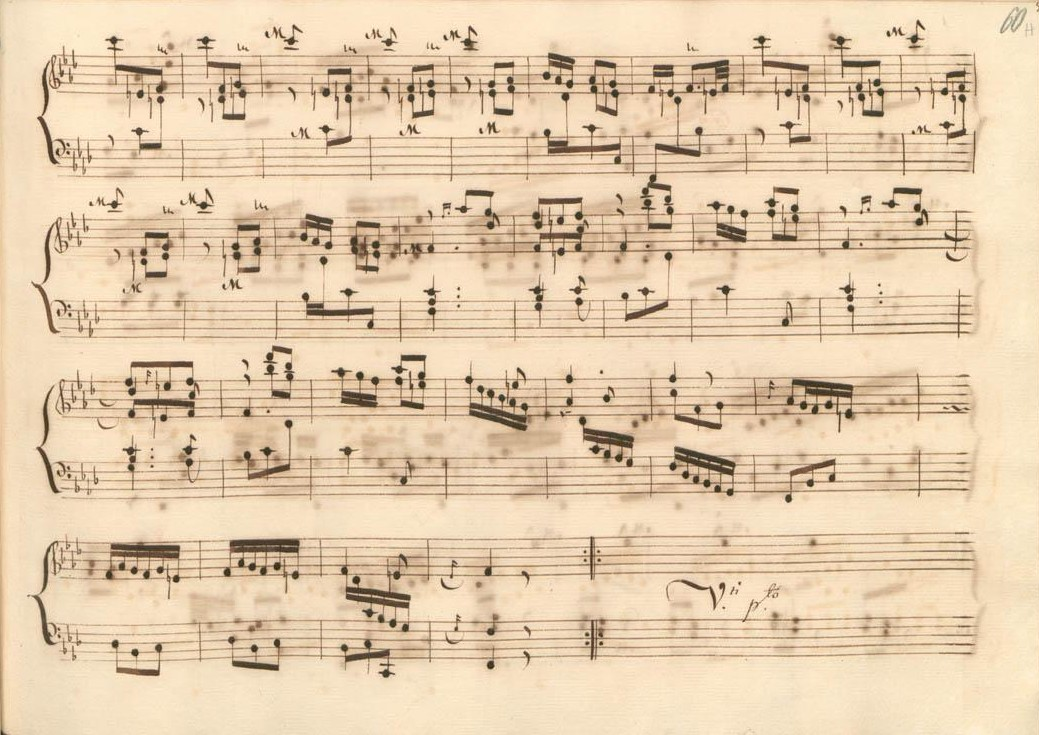
Parme II 30 (fin de la première section).
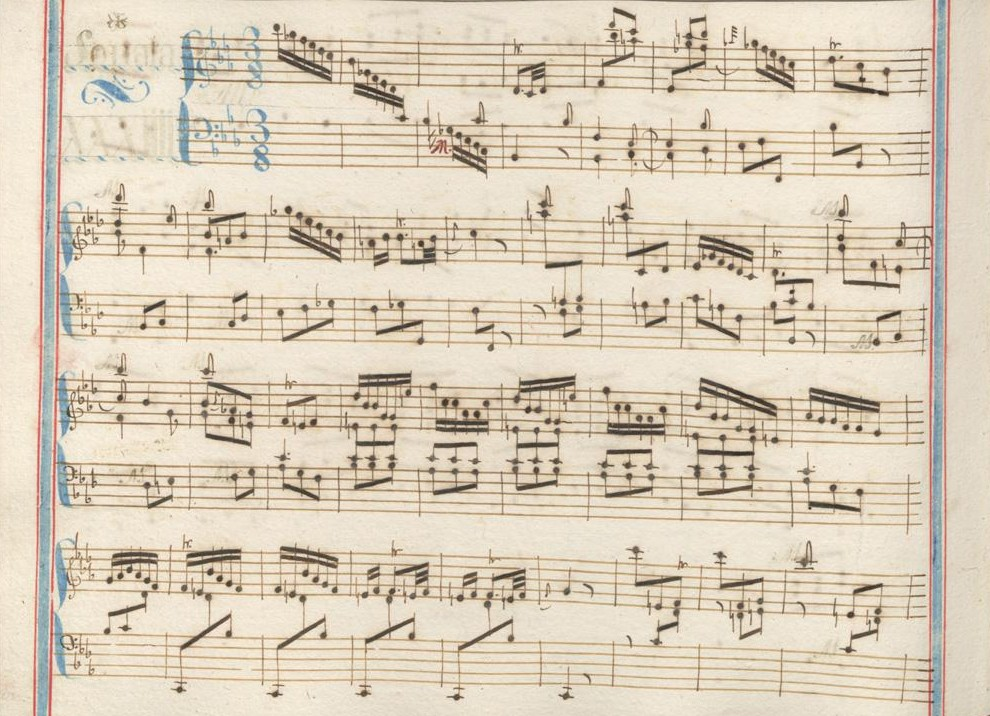
Venise XV 34.
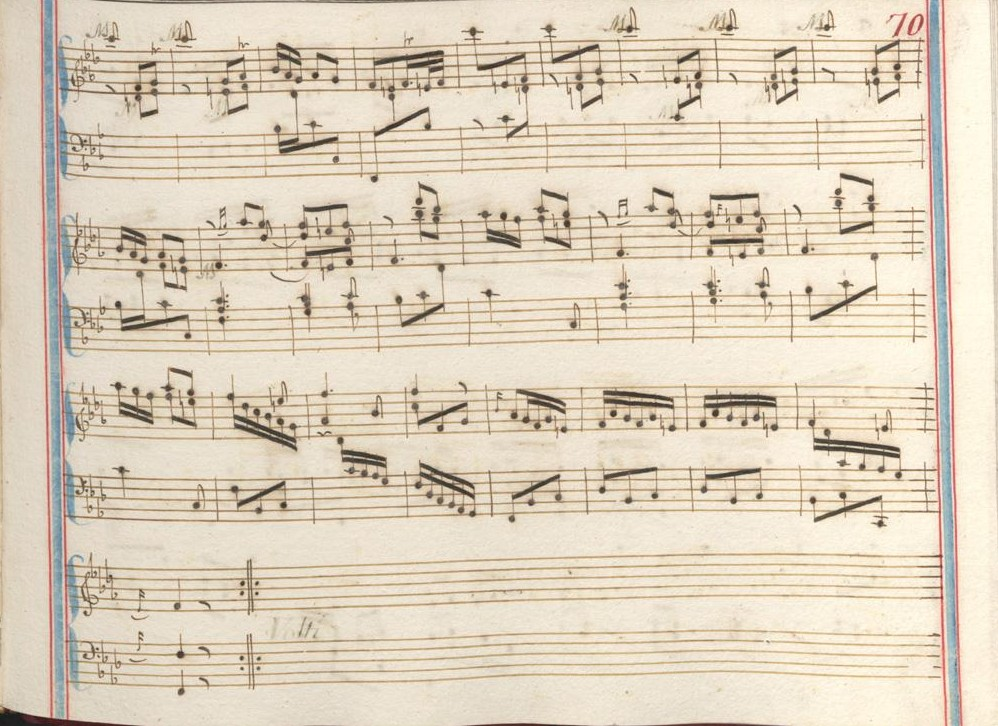
Venise XV 34 (fin de la première section).

## Interprètes
La sonate K. 131 est défendue au piano notamment par Carlo Grante (2009, Music & Arts, vol. 1), Eylam Keshet (2016, Naxos, vol. 22), Christoph Ullrich (2019, Tacet, vol. 3) et Andrea Molteni (2021, Piano Classics) ; au clavecin par Scott Ross (1985, Erato), Richard Lester (2005, Nimbus, vol. 6), Pieter-Jan Belder (Brilliant Classics, vol. 3) et Mario Martinoli (2015, Etcetera).

## Sources
: document utilisé comme source pour la rédaction de cet article.
- Ralph Kirkpatrick (trad. de l'anglais par Dennis Collins), Domenico Scarlatti, Paris, Lattès, coll. « Musique et Musiciens », 1982 (1re éd. 1953 (en)), 493 p. (ISBN 978-2-7096-0118-4, OCLC 954954205, BNF 34689181).
- Alain de Chambure, « Domenico Scarlatti : Intégrale des sonates — Scott Ross », Erato (2564-62092-2), 1985 (OCLC 891183737) .
- (es) Celestino Yáñez Navarro (thèse), Nuevas aportaciones para el estudio de las sonatas de Domenico Scarlatti. Los manuscritos del Archivo de Música de las Catedrales de Zaragoza, Universitat Autònoma de Barcelona, 2016 (lire en ligne)